# Convento de San Leandro (Sevilla)
El convento de San Leandro situado en la plaza de San Ildefonso de Sevilla (España) es un interesante ejemplo de la arquitectura conventual de la capital hispalense. No conocemos la fecha exacta de la fundación de este agustino monasterio, sin embargo, parece ser que ya existía hacia el año 1260 cuando aparece citado entre las mandas de un testamento que recogió Ortiz de Zúñiga. Igualmente, documentos del archivo monacal relatan la existencia de éste poco después de la conquista de Sevilla. Así lo recogen cronistas e historiadores que catalogan a San Leandro como cenobio de origen fernandino y anterior al siglo XIV. El convento sufrió en sus inicios el traslado de su emplazamiento hasta en tres ocasiones. Su origen estuvo emplazado en el lugar conocido como «Degolladero de los Cristianos». Posteriormente, y tras estar ubicado en la calle de Los Melgarejos, fue trasladado en 1369 a unas casas situadas junto a la iglesia de San Ildefonso. Respecto al lugar que ocupa actualmente, recoge el Protocolo del convento la donación que escasos dos meses antes de su fallecimiento, pues murió el 23 de marzo de 1369, concedió a la comunidad de San Leandro el rey Pedro I. Se trata de las casas en las que a día de hoy continúa teniéndolas en propiedad desde el 19 de enero de 1369. Las monjas agustinas de clausura elaboran uno de los dulces conventuales más antiguos de los que se tiene noticia, se conoce como Yemas de San Leandro, se elabora desde el siglo XVI según la receta original.

## Interior
El inmueble posee una planta casi cuadrangular, con tres fachadas exteriores. El acceso al convento se realiza a través de la puerta que se localiza en el frente correspondiente a la plaza de San Ildefonso, y que da paso a un pequeño compás. Este posee dos galerías con pilarcillos metálicos y una tercera con columnas. En su perímetro se encuentran la puerta reglar y los locutorios, así como el torno. 
Tras la citada puerta reglar, mediante un acceso en recodo se pasa al claustro. Este, también llamado «Patio grande» o «Patio central», posee una estructura romboidal, con doble galería de arcos peraltados en planta baja y de medio punto en planta alta. Las galerías están soportadas por columnas de mármol, y se enmarcan con alfices. Los muros del claustro, por su parte, están revestidos con azulejos de cuenca, que alternan con otros lisos. En el centro del patio se localiza una interesante fuente poligonal, con tazón central. 
Alrededor del citado claustro se sitúan las principales dependencias del convento, dispuestas en sus diferentes alas: la iglesia y el coro bajo, la sacristía interior, la sala capitular, el refectorio, la sala de labor y el despacho de la abadesa. 

### Iglesia

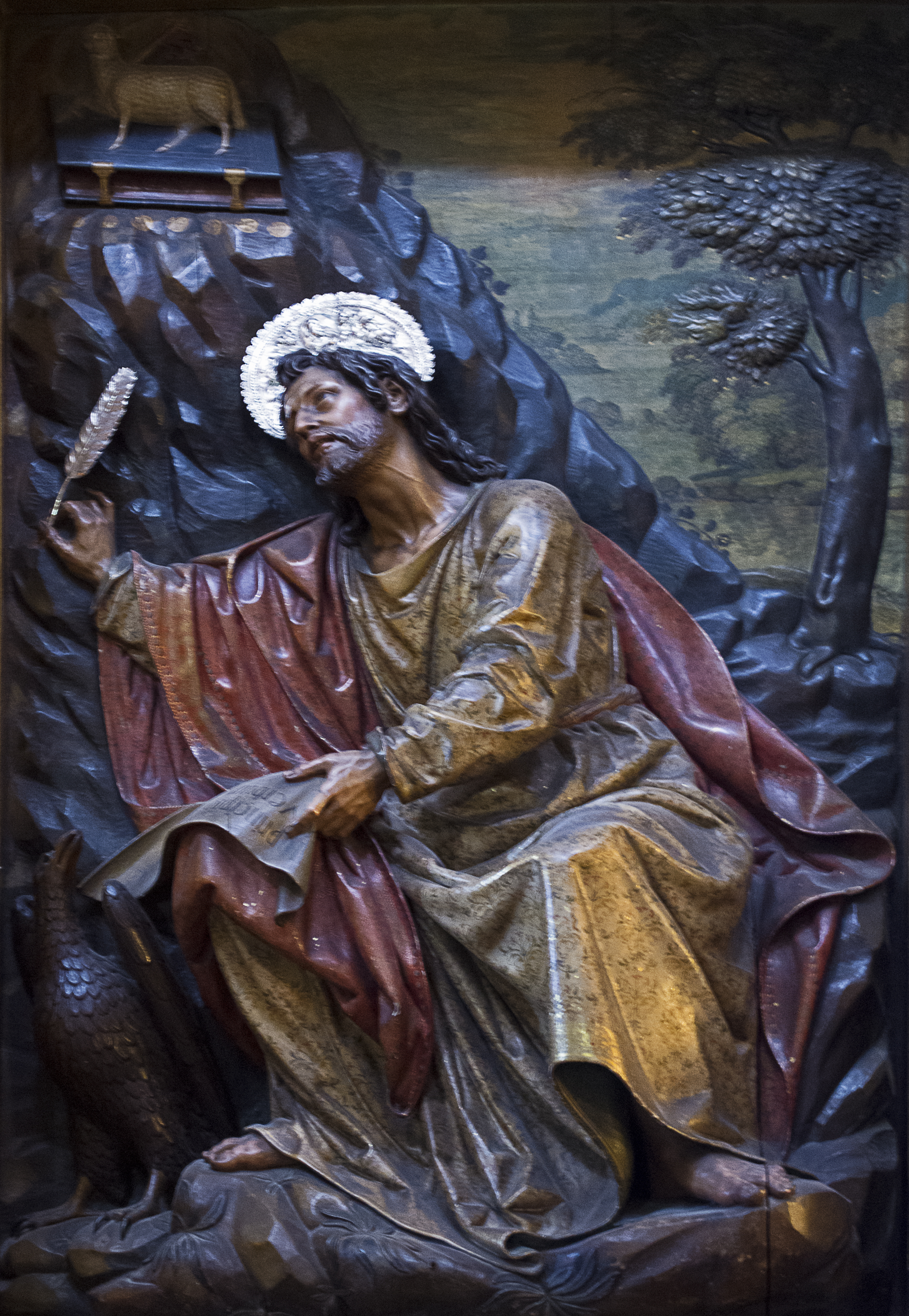
San Juan Evangelista en Patmos, obra de Juan Martínez Montañés.

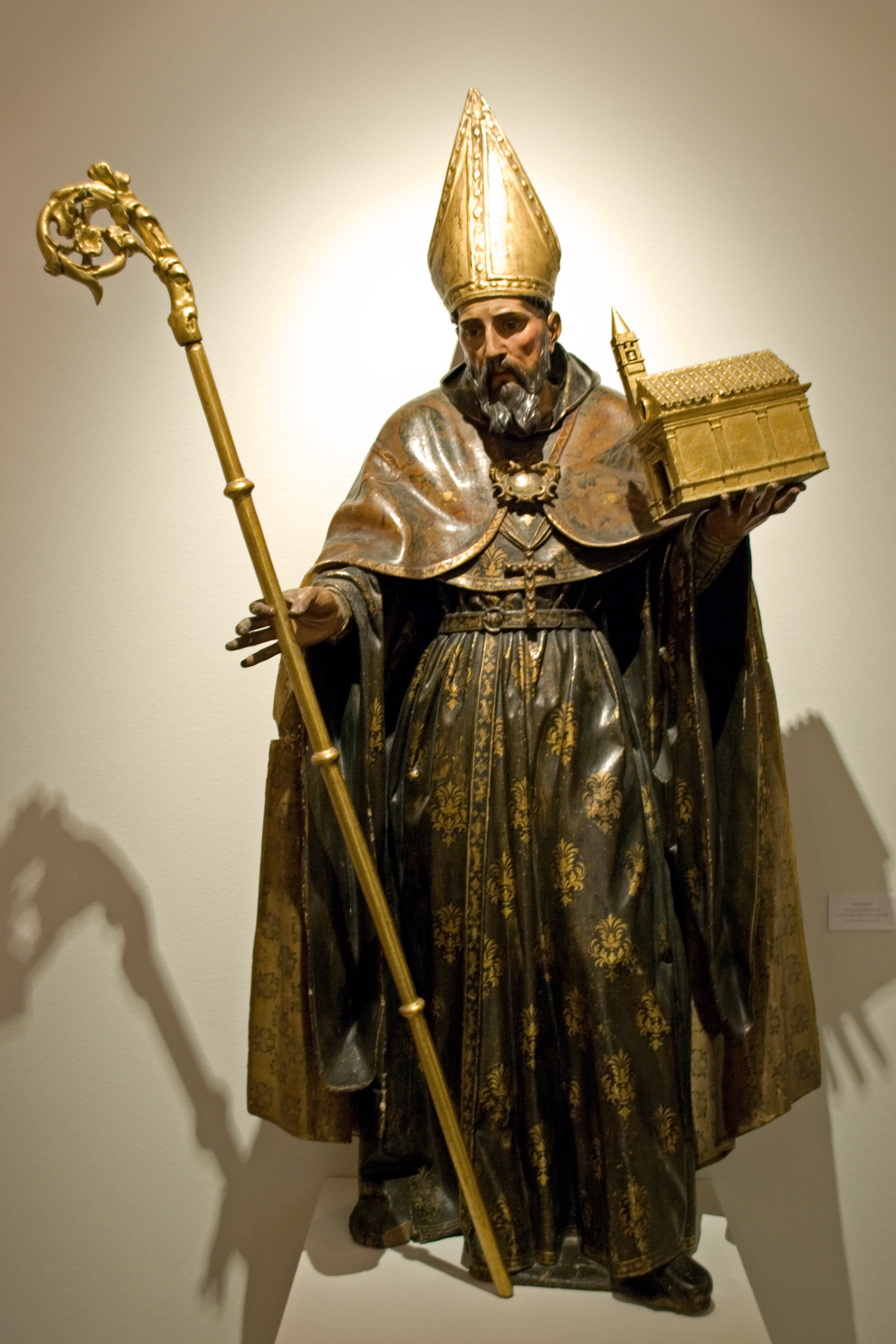
San Agustín, Francisco Dionisio de Ribas, 1651.

La actual iglesia, construida a fines del Quinientos, posee estructura de cajón, con los coros alto y bajo a los pies. La nave se cubre con bóveda de cañón con lunetos, formando cuatro tramos entre arcos fajones. El presbiterio, que queda diferenciado de la nave mediante un gran arco de triunfo decorado con pinturas, se cubre con una cúpula semiesférica sobre pechinas. 

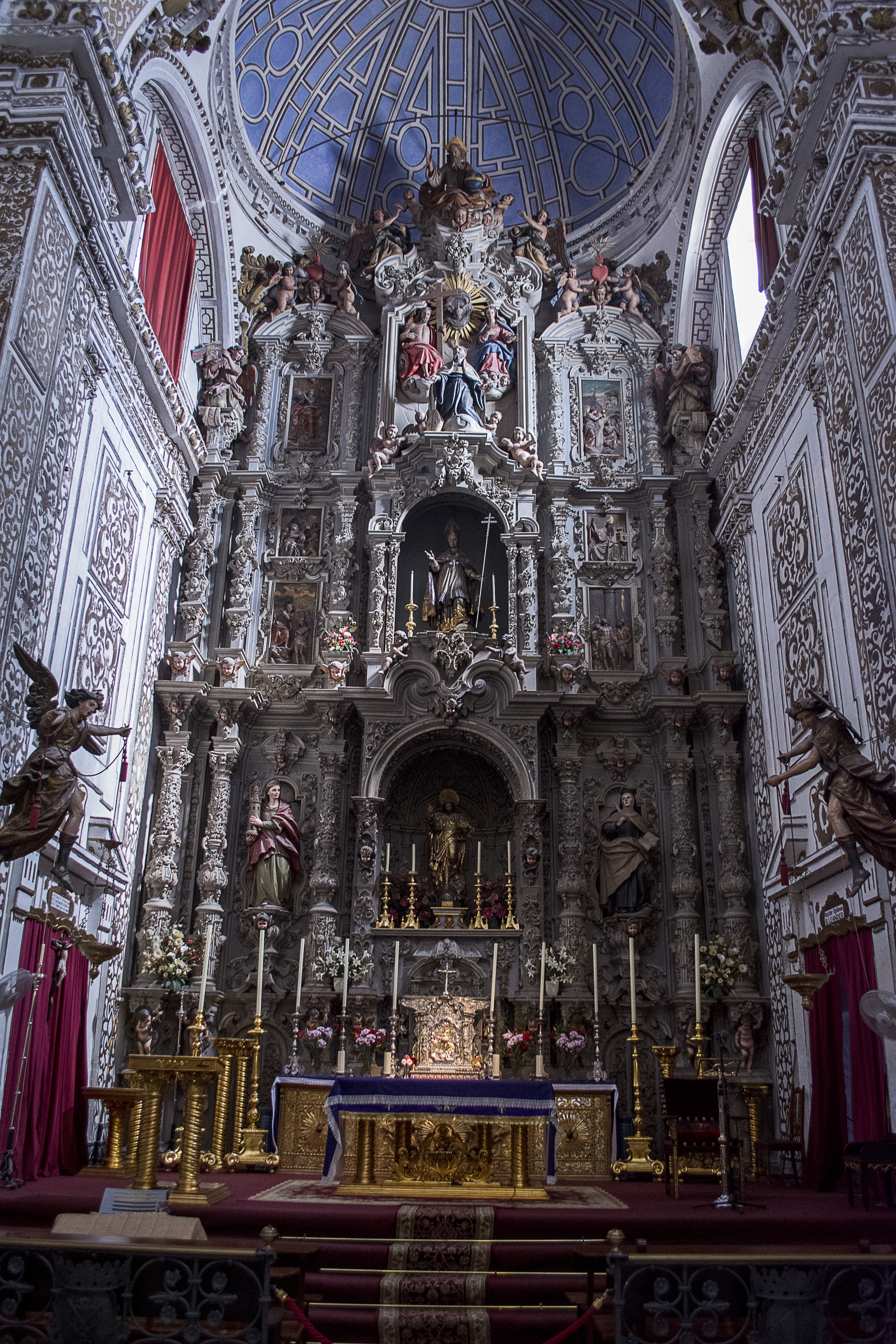
Retablo mayor de la iglesia, atribuido a Pedro Duque Cornejo y Felipe Fernández del Castillo.

El retablo mayor de la iglesia de estilo barroco, data de mediados del siglo XVIII y fue concertado con el autor Pedro Duque Cornejo y su taller. La realización del mismo supuso la sustitución de su anterior retablo obra del escultor Jerónimo Hernández. La documentación existente nos permite averiguar que Pedro Duque Cornejo se obligó en la realización de una serie de esculturas para el retablo mayor de San Leandro el 5 de septiembre de 1747. El primitivo retablo se había vendido al padre José de Castro, provincial del Carmen Calzado para Málaga. La sustitución del retablo se debió única y exclusivamente al deseo de Teresa de Anguiano y Cárdenas, viuda desde muy joven de Melchor Calvo. Era natural de Sevilla, hija de Félix Francisco de Anguiano y de María Leocadia de Cárdenas que, al sentirse en la flor de la edad envuelta por la prematura viudez, ingresó de novicia en San Leandro. 

El retablo realizado por Duque Cornejo constaba de dos cuerpos y ático. Desconocemos los artistas y artesanos que participaron en el entablamento del retablo y en su finalización. Según consta en la escritura, Pedro Duque Cornejo se comprometió con el administrador de la religiosa y en nombre de su comunidad, Don Manuel Antonio del Saz. Éste era presbítero del hospital del Cardenal. En dicho compromiso se recogió la realización de dos esculturas de tamaño natural de santa Teresa y santa Bárbara junto con una escena de una visión de san Agustín en tamaño mayor al natural. También seis ángeles para mantener “los bancos de dicho retablo y dos querubines de media bara”. La escritura no hizo referencia a la imagen principal del titular del convento, san Leandro, ni tampoco de la pintura que ocuparía la hornacina central del segundo cuerpo. Sí sabemos mediante una segunda escritura que el mismo autor canceló su compromiso antes de lo previsto mediante carta de pago del día 23 de enero de 1748. El retablo no concluiría hasta posiblemente 1752, fecha en la que la iglesia fue estrenada de nuevo tras una importante remodelación. El retablo quedó dividido en tres calles flanqueadas por estípites. En las laterales del primer cuerpo se colocaron las esculturas de las santas Bárbara y Teresa, en honor a la donante, mientras que la imagen de san Leandro ocupaba la hornacina central. El segundo cuerpo estaba presidido por un lienzo dedicado a la Pura Concepción obra del pintor Domingo Martínez, el cual era rematado en su ático por la visión de san Agustín positus in medio, entre la Virgen y su Hijo, coronados por las figuras del Padre Eterno y el Espíritu Santo, tal y como se recogía en el contrato. Acotando toda esta iconografía en sus calles laterales se encontraban las seis tablas pertenecientes al primitivo retablo de 1582. En el banco del retablo se disponían los seis ángeles atlantes junto al resto de la corte celeste elegantemente colocada sobre todo el retablo. Estas obras no se atribuyen en su totalidad directamente al autor sino que son obras de su taller, destacando entre sus discípulos, probablemente, Felipe Fernández del Castillo. Posteriormente a finales del siglo XIX la iconografía del retablo volverá a modificarse quedando como puede contemplarse en la actualidad, introduciendo la efigie del Sagrado Corazón de Jesús.

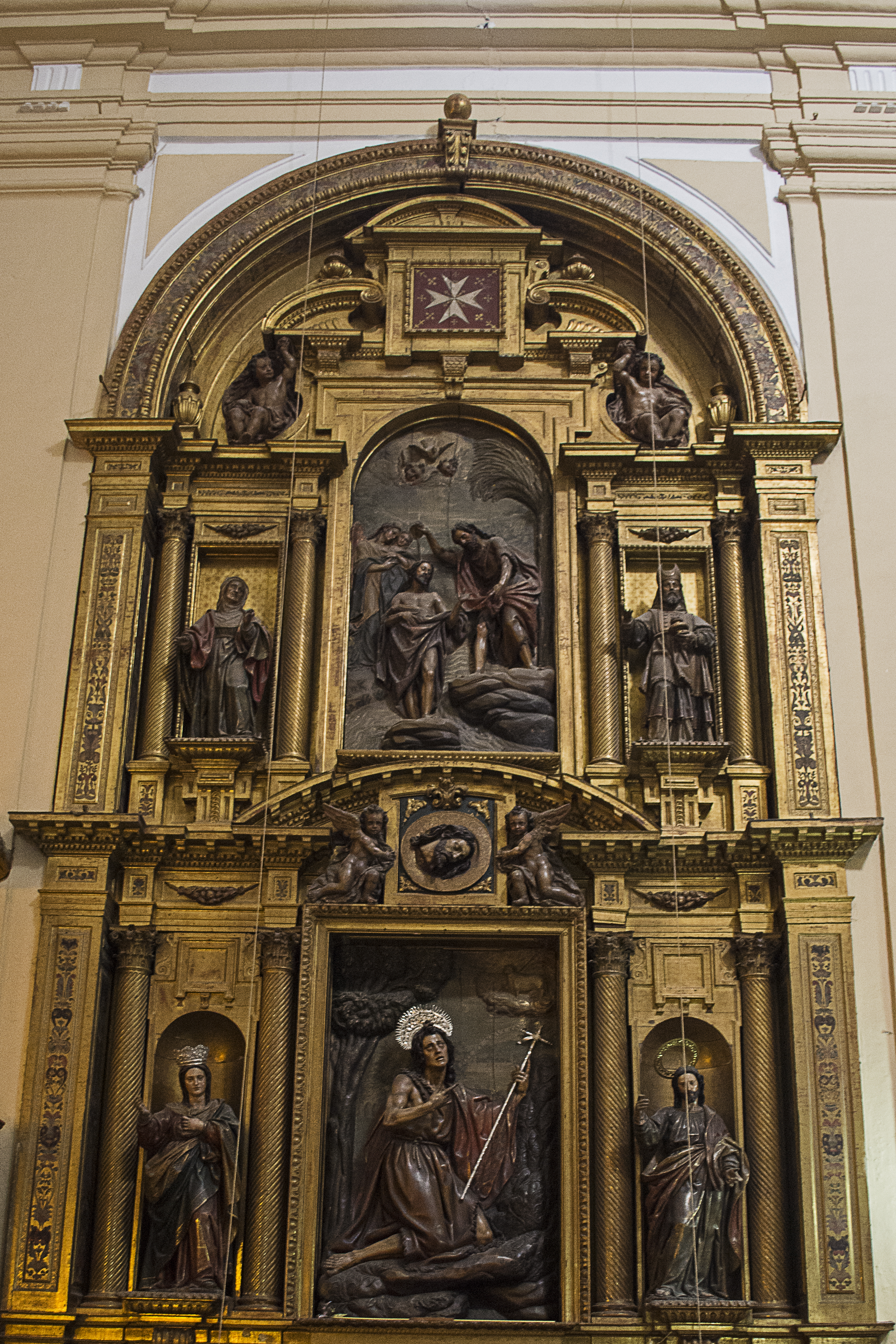
Retablo de San Juan Bautista (1621) contratado con Juan Martínez Montañés, que realizó el relieve de San Juan.

En el muro evangelio se encuentran los retablos de la Virgen de las Virtudes, de san Juan Bautista y de santa Rita. El retablo dedicado a san Juan Bautista fue contratado con Juan Martínez Montañés en 1621. En el lado de la epístola se localiza el arco y la reja de acceso a la sacristía exterior y los retablos de san Agustín, san Juan Evangelista y Nuestra Señora de Consolación y Correa. En el primero destaca la imagen de san Agustín esculpida por Francisco Dionisio de Ribas en 1651. El siguiente retablo se finalizó en 1633, fue contratado nuevamente con el escultor Juan Martínez Montañés, quién elaboró el mismo encargando las imágenes laterales al escultor Francisco de Ocampo. El retablo de Nuestra Señora de Consolación se trata de una pieza neoclásica de finales del siglo XIX, mientras que la imagen principal se encargó al escultor Sebastián Santos en 1932.
A los pies de la iglesia se encuentra el muro de cerramiento que separa la nave del coro bajo. Éste se encuentra articulado por medio de pilastras y de un gran vano, cerrado con una artística reja, en su parte central. A ambos lados del citado vano se abren dos portezuelas adinteladas, el antiguo comulgatorio y la puerta de acceso al coro. Este espacio se cubre con tres tramos de bóvedas de cañón con lunetos. El coro alto, por su parte, posee una estructura similar y presenta una gran celosía de madera. 
En el interior del templo, además de los interesantes bienes muebles que posee, destaca un magnífico cancel, fechado en 1729.

### Otras dependencias
La sala capitular, situada en el ala del claustro perpendicular a la iglesia, es el resultado de una subdivisión efectuada en la nave de los antiguos dormitorios. Se trata de un espacio rectangular, con cubierta adintelada y vigas de madera. En la planta alta se localizan los antiguos dormitorios. 
El refectorio, por su parte, se localiza en el ala derecha del claustro, posee planta rectangular y se cubre con un sencillo artesonado fechado a comienzos del siglo XVII. Sobre el citado refectorio existía la extensión de los antiguos dormitorios. 
En el inmueble destaca el sector que comprende la esquina entre la calle Zamudio y la plaza de San Ildefonso, siendo el obrador. En este ámbito se sitúan las dependencias utilizadas para la fabricación de los dulces típicos de este convento que giran alrededor de un patio denominado «San José». 

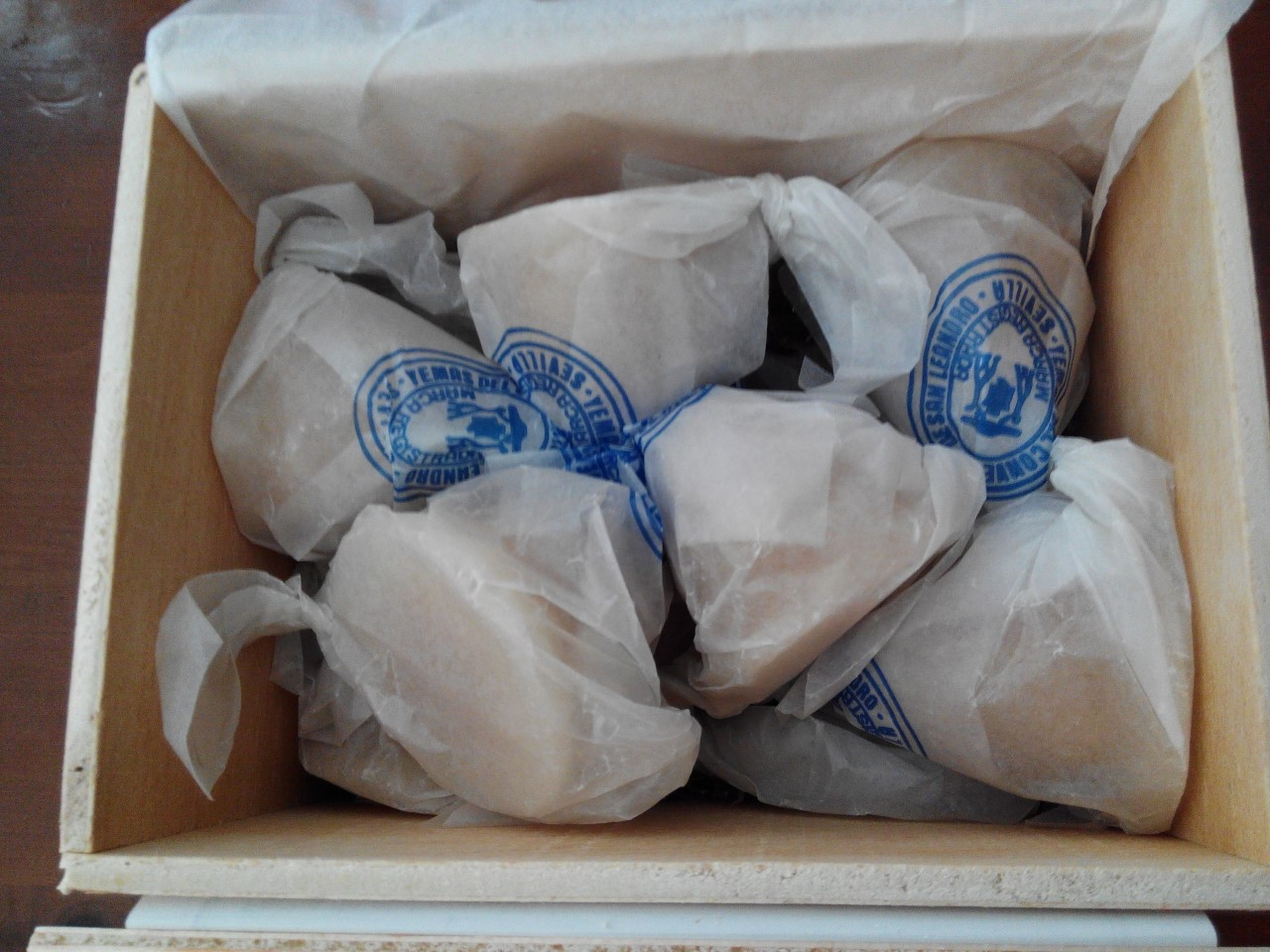
Yemas de San Leandro envasadas en su caja de madera tradicional.

Otro núcleo interesante lo constituye el noviciado. Éste, que se organiza también en torno a un patio, se localiza al fondo de la parcela formando fachada con la calle Caballerizas. Junto a este sector se sitúa la cocina (paralela al refectorio) y la vivienda del capellán (a un lado de la zona del compás, con fachada a la calle Caballerizas). No lejos de estas dependencias se encuentran los lavaderos, aún utilizados a pesar de su antigüedad, y en los que destaca un hermoso claustro de columnas. 
En el sector de la calle Imperial se encuentra un pequeño patio llamado «de la Cruz», alrededor se alojan la enfermería y la antigua cocina de la misma. 
Por último, y frontero con el jardín de la Casa de Pilatos, se localiza el jardín conventual. Este, de apreciables dimensiones, cuenta con pozo, así como con edificaciones relacionadas con la cría de gallinas.

## Exterior
El conjunto posee tres fachadas al exterior. La principal, que se localiza en la plaza de San Ildefonso y la calle Caballerizas, presenta sus paramentos encalados y una serie de vanos adintelados. En ella destaca la portada de acceso al convento, muy sencilla. 
La fachada correspondiente a la plaza de San Leandro y a la calle Zamudio incluye la portada de acceso a la iglesia. Esta se compone de un vano de medio punto enmarcado por pilastras toscanas, rematado por un frontón triangular partido. En el centro del mismo se sitúa el escudo de la Orden Agustiniana, mientras que a ambos lados aparecen dos remates piramidales coronados por bolas. El conjunto se remata mediante un dintel curvo coronado con una cruz. 
La tercera fachada, ubicada en la calle Imperial, presenta un esquema semejante a las anteriores, con sus paramentos encalados y vanos ciegos adintelados.